# Jena Friedman

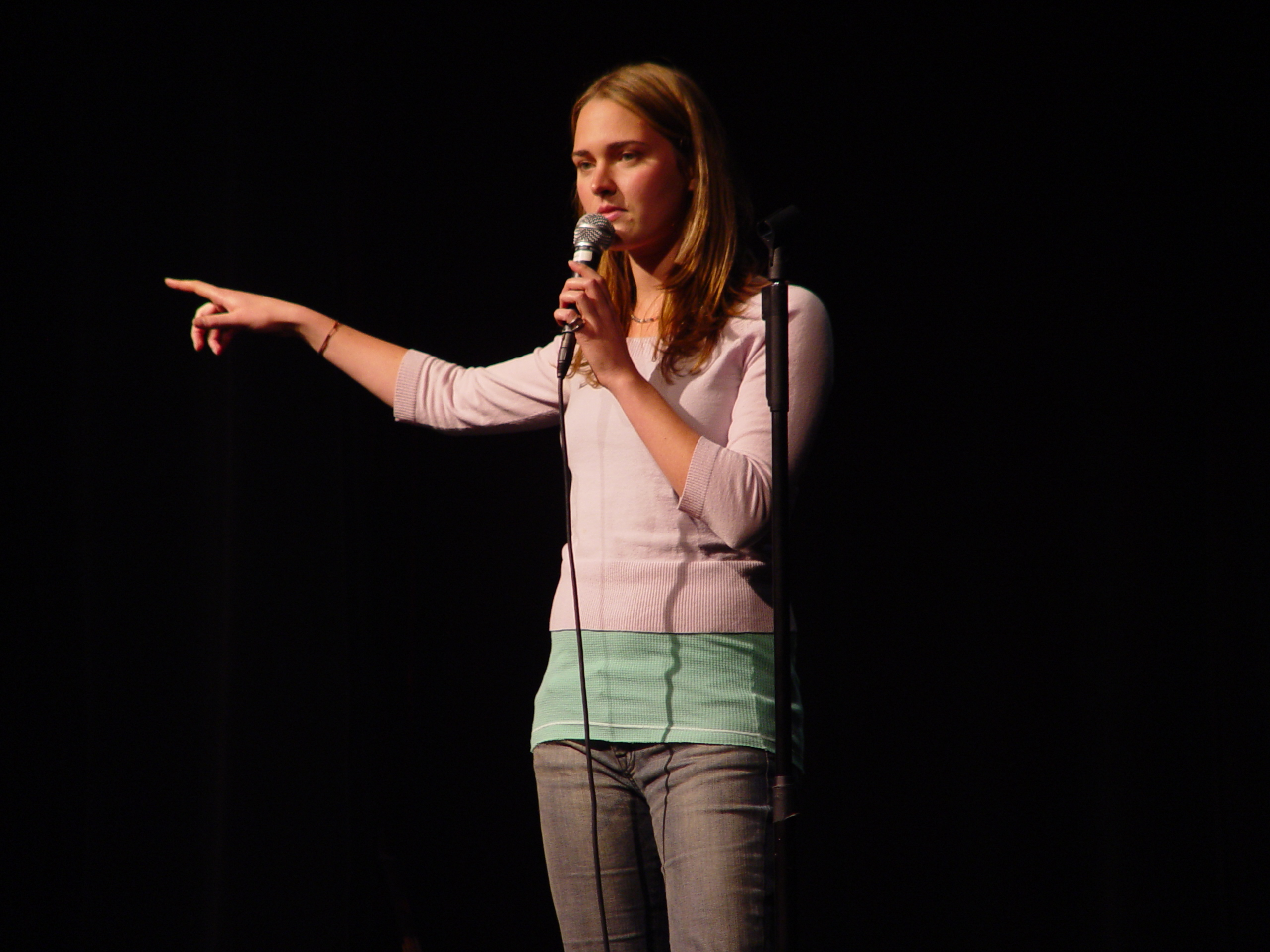
Jena Friedman

Jena W. Friedman (* 11. Januar 1983 in Haddonfield, Vereinigte Staaten) ist eine US-amerikanische Stand-up-Comedienne, Schauspielerin, Produzentin und Drehbuchautorin.
Friedman wuchs in New Jersey als Tochter jüdischer Eltern auf und studierte später mit Fokus auf Comics. Außerdem absolvierte sie ein Studium der Anthropologie. Sie trat zunächst seit 2006 als Stand-Up-Comedienne auf. Seit 2007 ist sie auch gelegentlich als Schauspielerin aktiv. Später schrieb sie Theaterstücke und veröffentlichte im The New Yorker. 2011 war sie erstmals als Autorin tätig und arbeitete für die Late Show with David Letterman. Als Produzentin war sie in den Jahren 2012 bis 2015 an The Daily Show beteiligt. Für ihre Mitarbeit am Drehbuch zu Borat Anschluss Moviefilm wurde sie 2021 zusammen mit dem übrigen Drehbuchteam für den Oscar in der Kategorie Bestes adaptiertes Drehbuch nominiert. Ebenfalls 2021 gewann die Gruppe den Writers Guild of America Award.